# Koki (Cameroun)
Koki est un village de la Région du Littoral au Cameroun, situé dans la commune de Bonaléa

## Population et développement
La population de Koki était de 228 habitants dont 128 hommes et 100 femmes, lors du recensement de 2005.